# 馬家軍興奮劑事件
馬家軍興奮劑事件，又稱馬家軍濫用興奮劑事件、馬家軍服禁藥事件，中華人民共和國體育界醜聞，指1990年代，由教練馬俊仁訓練的中國女子長跑隊成員，被強迫使用興奮劑與男性荷爾蒙等體育禁藥，以提升成績的事件。這個事件在1998年曾被調查出來，但被禁止出版，直到2016年曝光。

## 概論
在1990年代，由馬俊仁訓練的中國女子長跑隊，在世界級比賽中獲得多個獎項，這個女子長跑隊被稱為「馬家軍」。1994年，奧運冠軍王軍霞帶領全隊女子運動員退隊，馬俊仁重新訓練新的成員。1998年，趙瑜發表《馬家軍調查》，對外披露馬俊仁進行訓練時的各種醜聞，但是其中服用興奮劑一章被刪除，無法出版。2000年夏季奥林匹克运动会前夕，馬家軍多個成員被檢驗出服用禁藥，中國國家體育總局禁馬家軍參賽。
2016年《馬家軍調查》重新出版，被刪節的一章復原，外界開始了解這段歷史。

## 事件經過
1988年，馬俊仁任遼寧省田徑隊女子中長跑組教練，訓練出一批女子長跑選手，包括王軍霞、曲雲霞、馬麗艷、劉東、張林麗等人。1991年後，這些女子運動員在各項運動競賽中獲得佳績，被稱為「馬家軍」。
1993年，遼寧省田徑隊在七運會獲得七面獎牌。同年，斯圖加特世界田徑錦標賽，王軍霞、曲雲霞、劉冬分別獲得10000米、3000米和1500米冠軍。馬家軍在媒體上爆紅，馬俊仁對外宣稱這些佳績來自於食用鱉血、人參、鹿肉、海參等中藥材，在1994年廣島亞運會，出售用藥配方，並接拍「中華鱉精」廣告。根據趙瑜調查，自1991年開始，運動員被迫注射大量興奮劑與男性荷爾蒙，多位運動員的肝臟功能出現異常，馬俊仁禁止運動員私下外出體檢，並要求運動員進行闌尾切除術。
1994年12月中，王軍霞、劉麗、張麗榮、呂歐、呂億、馬寧寧、王媛、王小霞等十餘名運動員集體向辭職，脫離馬俊仁的訓練團隊及離開運動基地。馬俊仁重新組訓新的女子運動員，但之後的成績不佳，馬家軍慢慢衰弱。
1995年，王軍霞聯同張林麗、劉東、劉麗、張麗榮、馬寧寧、王曉霞、呂億、呂歐、王媛共十名隊員，以親筆信方式，向記者趙瑜揭發相關內幕，承認曾被迫使用體育禁藥，信中附有十人簽名作實。
1998年，趙瑜出版《馬家軍調查》，揭露馬俊仁的訓練醜聞，包括毒打隊員、禁穿胸罩等，引國民關注，但其中關於使用禁藥的第14章〈藥魔重創馬家軍〉被出版社刪除。馬俊仁控告趙瑜，遼寧省當局也以行政力量對趙瑜施加壓力，參與者包括薄熙來妻子谷開來經營的律師事務所。同年，訴訟進行庭外和解，中國國家新聞出版署要求趙瑜交出採訪筆記和錄音調查。
在2000年夏季奥林匹克运动会前一個月，中國國家體育總局禁馬家軍參賽，但並未對外解釋理由。2009年袁伟民自传《袁伟民与体坛风云》一书发表，證實當年是因為7人隊伍中6人被檢驗出服用禁藥而禁賽，但書中沒有描寫細節。
2015年年底，《馬家軍調查》再版，禁藥內容被還原出版。2016年2月，趙瑜接受訪問，提出更多細節。國際田徑總會（IAAF）開始進行調查。

## 事件詳情
《馬家軍調查》中引述王軍霞、張林麗等九位馬家軍老隊員共同回憶：
- 大約1988至1989年，隊員便知道國內運動員開始用禁藥，選拔到馬俊仁這個組前，便聽說馬用藥比較多。入組後，爲了出成績，就跟著用藥。
- 1991年開始，馬俊仁要隊員用的禁藥越來越多，有口服亦有針劑。由於當時查得不緊，便大量地用藥，打針發藥都是平日的正常程序。禁藥是由馬俊仁親自向隊員打針的，用的禁藥包括 EPO（紅血球生成素） ，馬指EPO是好東西，非常好使。
- 1992年以後，用禁藥後女隊員身體起了變化，說話嗓子變粗，有的不來月經，各種毛病都出來了，患上肝病的越來越多，但馬俊仁不允許隊員到醫院檢查身體，怕被發現隊中大量用禁藥。有一次呂億、呂歐、劉麗、王媛、馬寧寧等因肝痛偷偷到醫院求診，馬發現後便虐打她們，老隊員劉麗被打得最重，耳刮子、大板凳子，把她打得烏眼青，幾天退不下去。
- 1993年，跑出了成績後，立即有不少人要回家不幹，主要是不想再用禁藥。
- 1994年9月，國際田聯對馬家軍第三次到瀋陽突擊藥檢，當時隊員正在雲南備戰亞運會，不僅正在使用EPO，也使用別的禁藥，驗尿也可能被查出來。為了逃避藥檢，留守瀋陽的職員一方面向藥檢隊訛稱無法聯絡在高原的隊伍，叫藥檢隊回北京等候；一方面緊急聯絡正在火車上的馬俊仁。馬俊仁趕緊叫隊員停藥，並用稀釋利尿手段加緊排泄，同時服用干擾藥物。隊員在北京偷偷下車，到黃寺小樓停藥躲藏四天。由於隊員要像賊一樣從火車上偷偷下來，東躲西藏，心頭蒙上了陰影；另外，馬俊仁跟隊員說，藥檢查出誰來誰自己負責，他和組織上都不會負責，使大部分隊員心寒。同年12月，因聽說游泳隊藥檢出事，隊員都嚇懵了，最終集體出走，離開馬俊仁。
- 1995年，已離開馬俊仁的隊員王軍霞、張林麗等不用禁藥參加在北京國際馬拉松賽，兩屆冠軍的她們只跑得第五名。同年5月，在太原的全國錦標賽，輸得更徹底，張林麗在5000公尺預賽中只跑得第九，慘遭淘汰。